# Верхньоуральський район
Верхньоуральський район — муніципальне утворення в Челябінській області Росії. Включає в себе 10 муніципальних утворень, 2 міських і 8 сільських поселень.
Адміністративний центр - місто Верхньоуральськ.

## Географія
Район багатий корисними копалинами, особливо мідними рудами.
Серед пам'яток природи широко відомі Карагайський бір.

## Історія
Район утворений 4 листопада 1926 року.

## Населення
Населення - 34 916 чол.
Національний склад
В районі проживають росіяни, башкири, татари, казахи, а також інші національності.

## Адміністративний устрій
У Верхньоуральському районі 51 населений пункт у складі 2 міських і 8 сільських поселень.